# 100
El año 100 (C) fue un año bisiesto comenzado en miércoles del calendario juliano, en vigor en aquella fecha.
En el Imperio romano, era conocido como el Año del consulado de Trajano y Frontino (o menos frecuentemente, año 853 Ab urbe condita). La denominación 100 para este año ha sido usado desde principios del período medieval, cuando el Anno Domini se convirtió en el método prevalente en Europa para nombrar a los años.
Es el año 100 de la era común, del anno Domini y del primer milenio, el centésimo y último año del siglo I y el primer año de la década de 100.

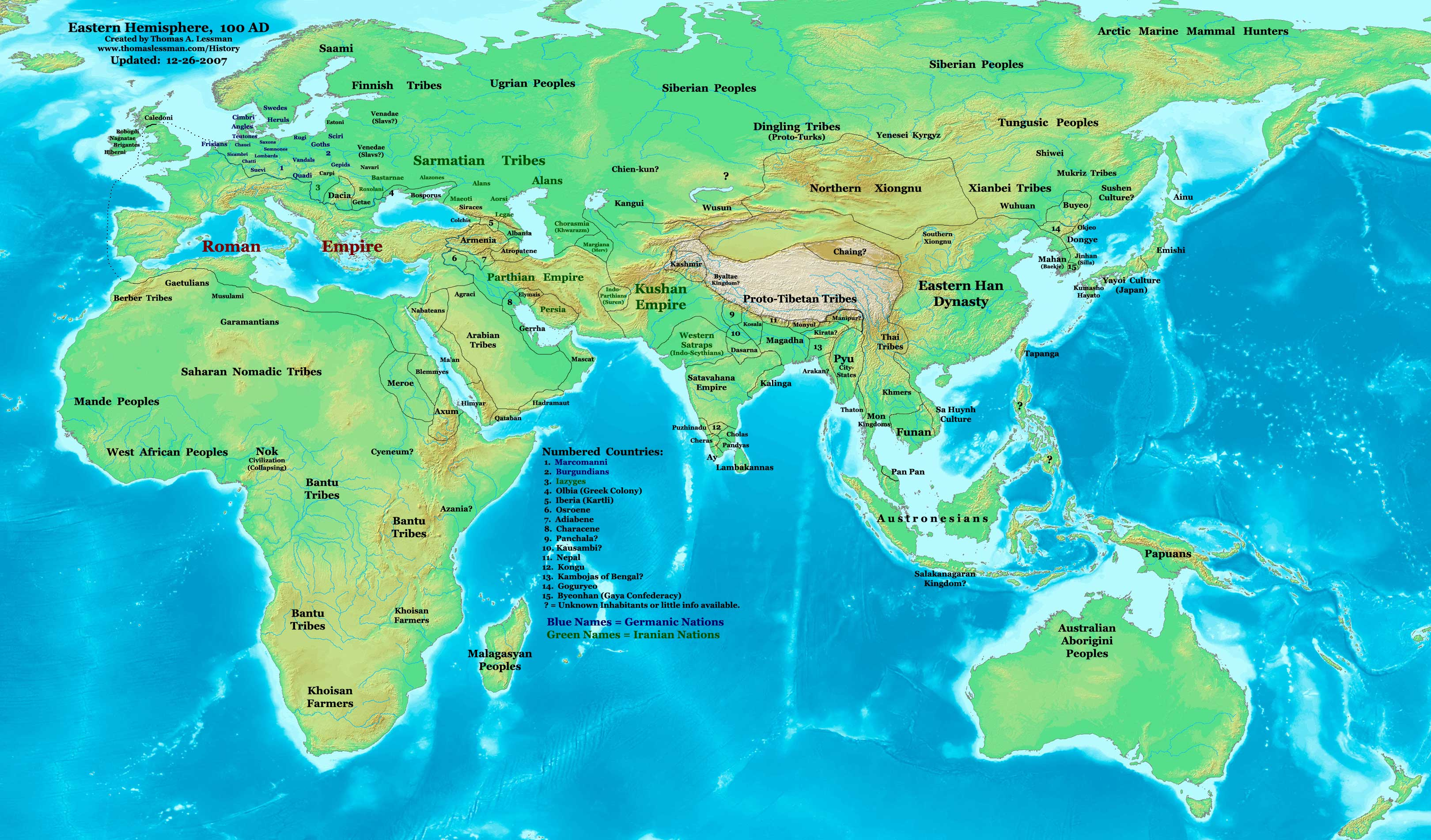
Hemisferio oriental en el año 100 d. C..

## Acontecimientos

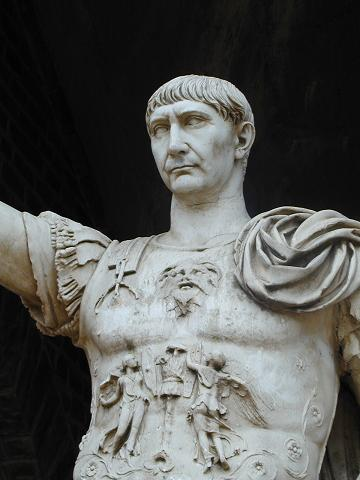
Estatua de mármol del emperador romano Trajano en Colonia Ulpia Traiana (actual Xanten).

### Imperio romano
- Plinio el Joven es nombrado cónsul romano.
- El periodo de Tiberius Avidius Quietus como gobernador de la Britania Romana termina.
- Trajano funda Timgad (Thamugas).
- Trajano crea una política para restablecer la antigua supremacía económica de Italia.
- El ejército romano llega a los 300.000 soldados.

### Europa
- El león se extingue en Europa aproximadamente en esta fecha.
- Comienza la expansión del Cristianismo por Europa.

### Asia
- Pakores, último rey del Reino Indo-Parto, toma el trono.
- El reino de Himyarita es conquistado por los Hadramaut.

### América
- La cultura Hopewell comienza en lo que es Ohio el día de hoy.
- Teotihuacán en el centro de México alcanza los 50 000 habitantes.
- La cultura mochica emerge y comienza a construir una avanzada sociedad en lo que es hoy Perú.

## Ciencia y tecnología
- En China, la carretilla hace su primera aparición.

## Religión
- El Templo del dios de la Medicina es construido en Anguo, China.
- El cuarto Concilio Budista es pactado alrededor de este año.
- Aparición del primer dogma cristiano y fórmulas acerca de la moralidad.

## Nacimientos
- Marco Cornelio Frontón, gramático romano, retórico y abogado (fecha aproximada).
- Justino Mártir, apólogo cristiano (fecha aproximada).
- Claudio Ptolomeo, astrónomo, geógrafo y matemático.

## Fallecimientos
- Flavio Josefo, historiador judío.
- Apolonio de Tiana, filósofo, matemático y místico griego.
- Herodes Agripa II de Judea.
- Claudio Ptolomeo, astrólogo, astrónomo, químico, geógrafo y matemático griego.